# Coenaculum tertium
Coenaculum tertium är en snäckart som beskrevs av Dell 1952. Coenaculum tertium ingår i släktet Coenaculum och familjen Eulimidae. Inga underarter finns listade i Catalogue of Life.